# Митьки (Брест)
Митьки (бел. Міцькі) — деревня, с 1 июня 2007 года в составе города Бреста, ранее в Брестском районе Брестской области Республики Беларусь. Входила в состав Гершонского сельсовета.
Близ деревни установлен синий памятник c надписью «Неизвестному экипажу советского самолета, погибшему при освобождении Белоруссии от немецко-фашистских захватчиков в мае 1944 года».
Митьки с деревней Котельня-Боярская соединяет автодорога Н-464